# Franklin Park (Nueva Jersey)
Franklin Park es un lugar designado por el censo ubicado en el condado de Somerset en el estado estadounidense de Nueva Jersey. En el año 2010 tenía una población de 13,295 habitantes.

## Geografía
Franklin Park se encuentra ubicado en las coordenadas 40°26′21″N 74°32′06″O / 40.43917, -74.53500.